# Виленский вопрос

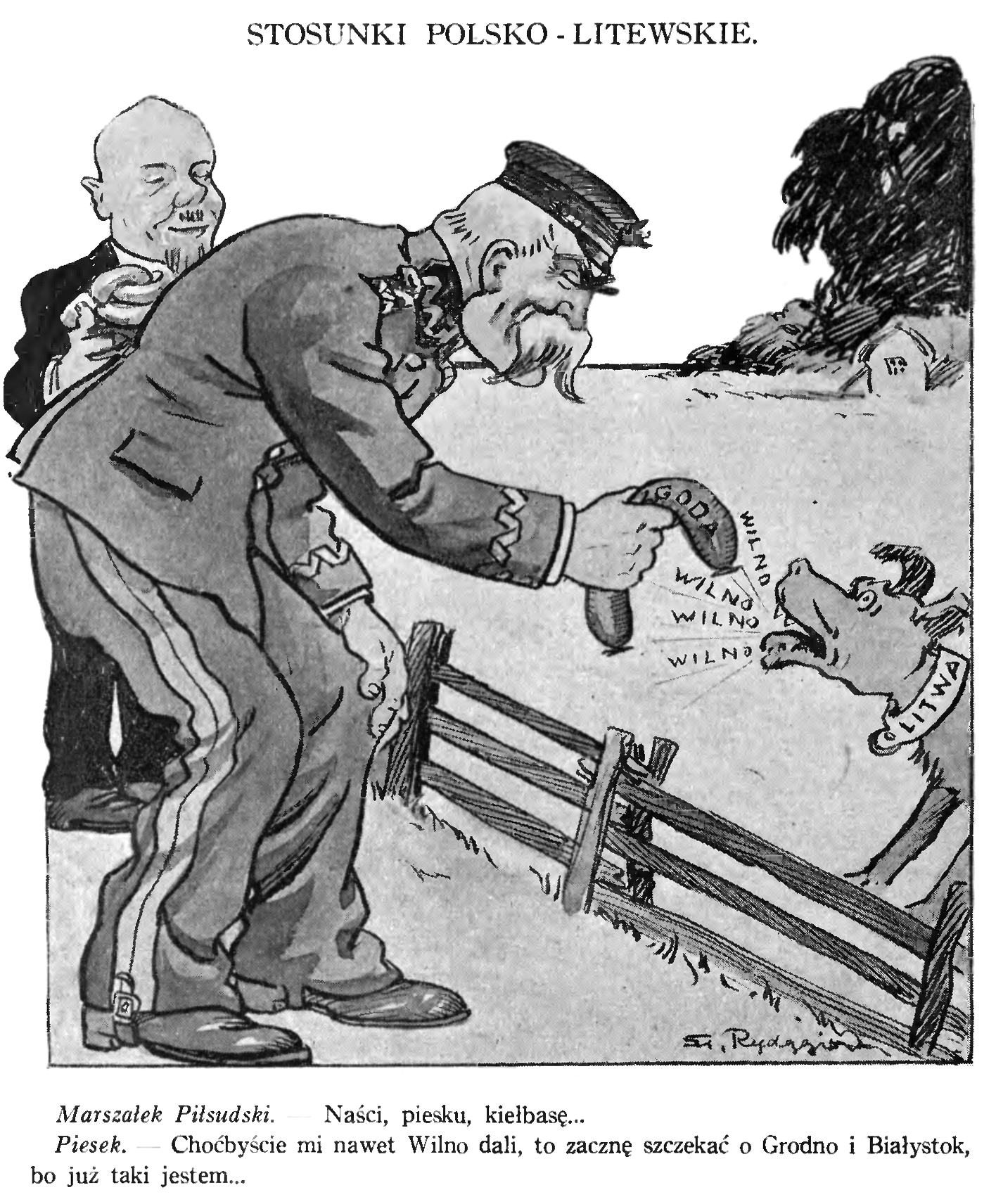
Сатирическая карикатура польской межвоенной прессы, высмеивающая польско-литовские отношения и бескомпромиссность Литвы.

Виленский вопрос — спор между Второй Речью Посполитой и Литовской республикой, разгоревшийся в 1920—1939 годах, причиной которого стал вопрос о государственной принадлежности города Вильно (Вильнюс) и прилегающих территорий (Виленский край). Конфликт возник вскоре после капитуляции Германской империи в 1918 году, но в полную силу вошёл к 1920 году, когда польский генерал Желиговский «самочинно» занял древнюю столицу Великого княжества Литовского. Правительство Литвы после окончания боевых действий заявило, что оно продолжает считать себя в состоянии войны с Польшей. Инициаторами попыток переговоров между странами выступали великие державы и Лига наций, поскольку проблема двусторонних отношений государств-соседей сразу получила широкий международный резонанс.
В качестве третьей силы конфликта выступила белорусская сторона в лице БНР и ССРБ/БССР, но она была выведена из борьбы на международном уровне, так как Беларусь вошла в состав СССР.

## Предпосылки

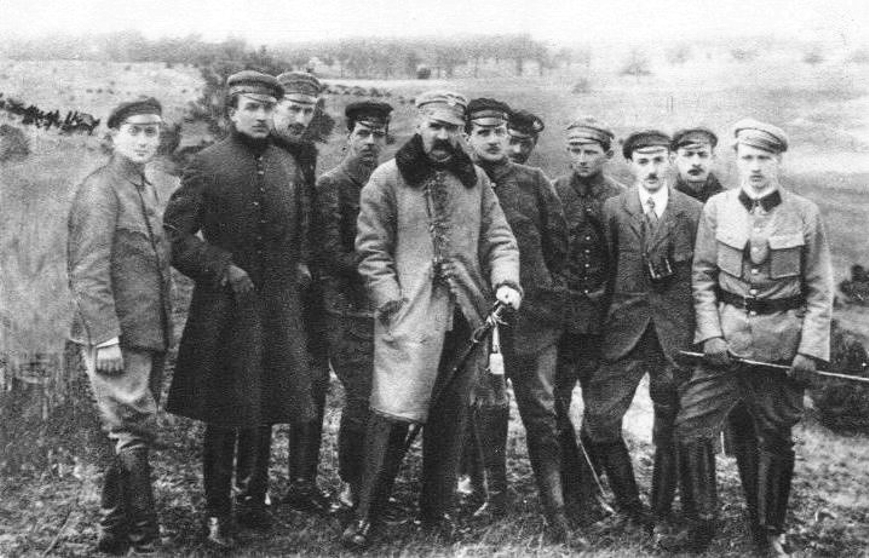
Юзеф Пилсудский вместе с главным командованием Польской военной организации в 1917

Польша и Литва были частями единого государства, Речи Посполитой, от Люблинской унии 1569 года и до третьего раздела 1795 года. 
В Виленской губернии во времена Российской империи национальный состав выглядел следующим образом (1897):
| Уезд             | белорусы | литовцы | евреи  | поляки | русские |
| ---------------- | -------- | ------- | ------ | ------ | ------- |
| Губерния в целом | 56,1 %   | 17,6 %  | 12,7 % | 8,2 %  | 4,9 %   |
| Вилейский        | 86,9 %   | …       | 9,5 %  | 2,5 %  | …       |
| Виленский        | 25,8 %   | 20,9 %  | 21,3 % | 20,1 % | 10,4 %  |
| Дисненский       | 81,0 %   | …       | 10,1 % | 2,4 %  | 5,9 %   |
| Лидский          | 73,2 %   | 8,7 %   | 12,0 % | 4,7 %  | 1,2 %   |
| Ошмянский        | 80,0 %   | 3,7 %   | 12,1 % | 1,7 %  | 2,3 %   |
| Свенцянский      | 47,5 %   | 33,8 %  | 7,1 %  | 6,0 %  | 5,4 %   |
| Трокский         | 15,7 %   | 58,1 %  | 9,5 %  | 11,3 % | 4,6 %   |

Восстановив свою независимость после Первой мировой войны, Польша и Литва в вступили в продолжительный конфликт за обладание Сувалкского и Виленского края. 
Во время советско-польской войны Польша начала наступление на Советскую Россию и захватила Вильно в апреле 1919 года. Литовцы считали Вильно (Вильнюс) исторической столицей и неотъемлемой частью этнографической Литвы, в то время как для поляков это был польский город по причине большого польского населения. Глава Польши Юзеф Пилсудский искал союза с Литвой в надежде на возрождение Речи Посполитой. Литовцы считали, что потеряют свой суверенитет в рамках предложенной Польшей федерации и хотели иметь своё национальное государство. Отношения между странами ухудшались из-за отказа идти на компромисс.
Юзеф Пилсудский, просчитав риски прямого польско-литовского столкновения, решил изменить политическую ситуацию в соседней Литве с помощью государственного переворота, попытка которого провалилась. Однако столь недружелюбная акция, усугублённая пропольским восстанием в Сейнах и повторным занятием Вильны в конечном итоге привели к прямой конфронтации между странами. Для предотвращения дальнейших столкновений военная контрольная комиссия Лиги Наций утвердила прекращение боевых действий и проведение демаркационной линии с дальнейшим решением территориальных споров путём плебисцита.

## Республика Срединной Литвы

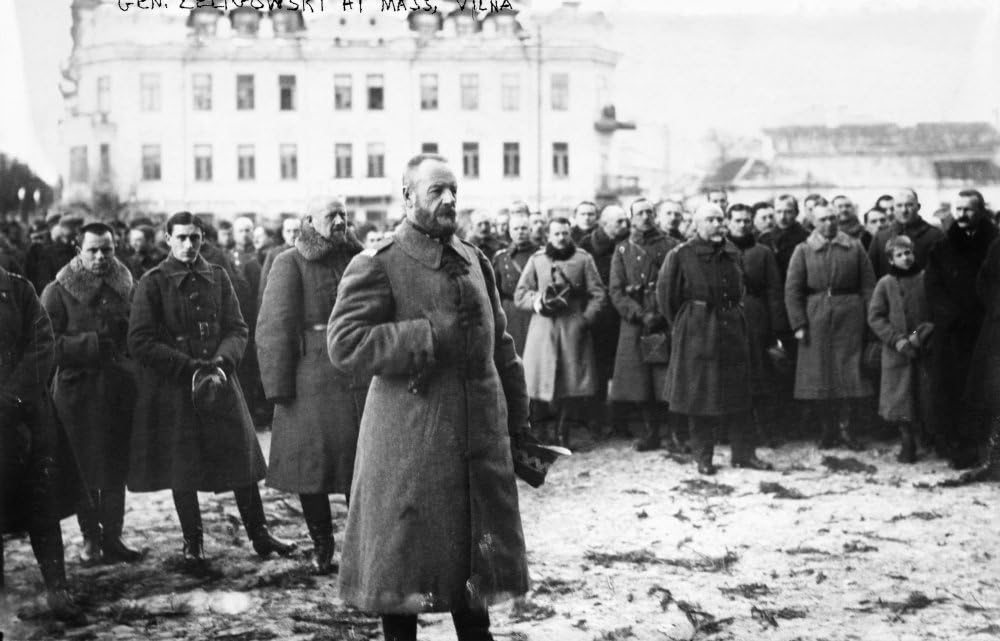
Генерал Желиговский во главе своих солдат (Вильна, 1920).

26 июля 1919 года Верховный совет Антанты утвердил демаркационную линию между Литвой и Польшей (т.н. «линия Фоша»). 15 мая 1920 года Учредительное Собрание Литвы провозгласило Литовскую Республику (Lietuvos Respublika). 25 сентября 1920 года польские войска начали наступление, заняв Гродно. Для предотвращения дальнейших столкновений под давлением военной контрольной комиссии Лиги Наций был подписан прелиминарный договор. По подписанному 7 октября 1920 года в Сувалках представителями Литвы и Польши соглашению о прекращении военных действий, обмене пленными и об установлении демаркационной линии, Вильно с прилегающими к нему территориями должен был отойти Литве. Однако 12 октября 1920 года, польский генерал Люциан Желиговский, захватив Вильну, объявил о создании временного правительства Срединной Литвы. Вскоре, указом от 7 января 1921 года были созданы суд и полиция. Всем людям, проживавшим в центральной части Литвы с 1 января 1919 года или жившим в  течение пяти лет до 1 августа 1914 года были дарованы гражданские права. 
Весной 1921 года страны Антанты предприняли попытку уладить конфликт, во многом надеясь на включение Литвы в цепь малых стран Прибалтики и Восточной Европы — «санитарный кордон» против своего идеологического и геополитического противника на Востоке. Роль буферной территории могла бы взять на себя сильная Польша, включившая в свой состав литовские земли. Либо противовесом Советской России мог стать прочный союз малых государств Прибалтики и Восточной Европы. Однако в обоих случаях литовско-польский конфликт мешал реализации планов стран Антанты и требовал скорейшего разрешения.
Дипломатические переговоры продолжились за кулисами. Литве было предложено создать конфедерацию, состоящую из Балтийской Западной Литвы (с литовским языком качестве официального) и Центральной Литвы (с польским в качестве официального). Польша потребовала, чтобы новое государство состояло в федерации с Польшей, преследуя, таким образом, цель Пилсудского по создания федерации Междуморье. Литовцы отвергли это требование, поскольку Литва опасалась, что в этом объединении окажется подчинённой Польше. С распадом империй и ростом националистических настроений по всей Европе после Первой мировой войны, многие литовцы боялись, что такая федерация, напоминающая Речь Посполитую минувших веков, будет представлять угрозу для литовской культуры, подобно тому, как во времена этого Содружества многие из литовского дворянства подверглись полонизации под влиянием польской культуры.
Всеобщее голосование в Срединной Литве, способное изменить судьбу региона, было назначено на 9 января 1921 года, а  положения, регулирующие проведение этих выборов, должны были быть выработаны до 28 ноября 1920. Однако, в связи с бойкотом Литвы этого голосования и негативной оценкой плебисцита Лигой Наций, оно было перенесено.

## Переговоры
|  | 18 июня 1919                        |
|  | 27 июля 1919                        |
|  | 7 октября 1920 (Сувалкский договор) |
|  | 3 февраля 1923                      |

Демаркационные линии 1919—1939

Мирные переговоры были проведены под эгидой Лиги Наций. Первоначальные соглашения были подписаны обеими сторонами 29 ноября 1920 года, а решающая фаза переговоров началась 3 марта 1921 года. Лигой Наций рассматривалось польское предложение о плебисците по вопросу о будущем Срединной Литвы. В начале мая 1921 года в Брюсселе начались переговоры, в ходе которых бельгийский дипломат Поль Гиманс предложил признать неприкосновенность и суверенитет обеих сторон, и в то же время максимально сблизить их в военной и экономической областях, передать Вильно Литве, гарантировав при этом Виленскому краю широкие автономные права. Делегации конфликтующих сторон представляли молодые и амбициозные дипломаты — Вацловас Сидзикаускас со стороны Литовской республики и Шимон Аскенази как полномочный представитель Польши в Лиге Наций. Центральное место на переговорах заняли выступления литовской и польской делегаций с подробным изложением позиций своих стран в виленском вопросе. Обе делегации по очереди, сначала литовцы 14 мая, затем поляки 23 мая, представили на суд международной общественности свои позиции в виленском вопросе, объединив все соображения в четыре группы аргументов — исторические, правовые, этнографические и экономические. 
Исторические основания прав Литвы на территорию Виленского края, по словам литовских дипломатов, состояли в следующем:
1. Город Вильно был заложен великим литовским князем Гедимином на территории, которая с незапамятных времён была заселена литовскими племенами.
2. Все публичные здания, костёлы и инфраструктура города построены трудом литовцев и русских, а не поляков.
3. Даже после включения в состав Российской империи Виленский край представлял собой единую территориальную единицу, а в Вильно располагались все властные структуры Северо-Западного края.
4. Вильно всегда был центром литовской культуры и науки.
5. Уния 1569 года не была свободным выражением воли Литвы, а была навязана Польшей, которая стремилась извлечь выгоду из сложного положения Великого княжества Литовского.

Польская делегация, выступавшая второй, построила своё выступление на критике литовской позиции. Прежде всего поляки определили все аргументы литовской делегации как «необоснованные претензии на территорию Вильно». Они заявили, что права Польши на Виленские земли бесспорны и что Польша, несмотря на полноту своих законных прав на Вильно, без давления с какой-либо стороны предлагает определить свою судьбу населению этого края путём плебисцита.
Однако уже тогда Лига Наций не одобряла этой идеи. Поль Иманс писал: «По мнению Совета [Лиги наций], плебисцит должен был быть проведён в условиях полной свободы, быстроты выполнения и общей искренности. Это оказалось невозможным из-за переворота Желиговского. Лиге не нужен поддельный плебисцит при оставлении войск Желиговского в Виленской области...»
Исторические контраргументы польской делегации заключались в следующем.
а) оно обязано своим возникновением завоеванию обширных славянских территорий литовскими племенами под предводительством воинственных вождей, которые, согласно разным данным, были норманнского происхождения;
б) нет государственных документов Великого княжества Литовского собственно на литовском языке;
в) большинство семейств шляхтичей при великокняжеском дворе принадлежали белорусской крови с единичными исключениями;
г) литовский элемент затерялся в массе завоёванных русских и колонистов-мазуров (поляков). Сгруппированный на этнографической территории, которая уже в то время не включала в себя центр нынешнего Виленского края, литовский народ составлял незначительную часть от общего числа населения огромных территорий, завоёванных великими литовскими князьями.
а) настоящей столицей Великого княжества Литовского в полном смысле этого слова был Тракай. Вильно являлось столицей княжества лишь на короткий промежуток времени перед объединением с Польшей. Сначала город вообще не имел литовского облика, поскольку был населён русскими, немецкими, польскими и еврейскими эмигрантами. Среди этнических литовцев не было ни торговцев, ни ремесленников, поэтому они не играли никакой роли в его развитии;
б) даже Наполеон, приступивший к восстановлению Польши и завоевавший для неё Познань, Варшаву и Краков, понимал необходимость присоединения к этому наследству четвертого из великих польских городов — Вильно, «где уже тысячи человек были готовы вступить под польские знамёна»; 
в)  во время двух польских восстаний жители Вильно «смешали свою кровь с кровью своих братьев из остальной Польши». Руководителем восстания 1863 года был поляк из Литвы Ромуальд Траугутт, который своей жизнью заплатил за привязанность к этому краю;
г) и, наконец, Юзеф Пилсудский, «величайший поляк нашего времени», также происходит родом из Виленской земли.
а) российские власти объединили польские и литовское земли под властью Вильно с целью более эффективного осуществления курса на русификацию местного населения;
б) в 1916 году Германия, заняв территорию Литвы, исходя из реально сложившейся ситуации в стране, отделила литовские территории, лежащие вокруг Каунаса, от польских территорий Виленского края. Однако позже только из соображений выгоды для себя германское руководство вновь объединило все вышеуказанные территории со столицей в Вильно и образовало Тарибу — государственный совет Литвы.
а)университет города Вильно, заложенный в XVI веке, подарил миру плеяду польских учёных и мыслителей, которые, не задумываясь, называли себя литовцами, используя это этническое название только лишь как географическое обозначение. В начале XIX века Виленский университет играл большую роль в научной и духовной жизни Польши, чем Варшавский университет;
б) в Виленских костёлах не найти ни одной литовской надписи, которая имела бы что-нибудь общее с литовской этнографией и культурой.
Правовые аргументы литовских дипломатов выглядели следующим образом.
1. Согласно второй статье советско-литовского договора от 12 июля 1920 года Советская Россия признала независимость Литовской Республики и её права на Виленский край, а в примечании №1 к этой статье сказано, что граница между Польшей и Литвой будет установлена по обоюдному согласию обоих государств.
2. Согласно второму параграфу третьей статьи советско-польского Рижского договора от 18 марта 1921 года вопрос о принадлежности спорных территорий должен быть решён исключительно между Польшей и Литвой.
3. Нарком иностранных дел РСФСР Г. В. Чичерин 20 января 1921 года заявил, что город Вильно и его окрестности должны быть переданы Литве и что в Московском договоре Советская Россия отказалась от своих прав на Вильно в пользу Литвы.

Правовые доводы польской стороны основывались на иных дипломатических документах.
1. Советское правительство 28 августа 1918 года в соответствии с декретом СНК от 28 октября 1917 года полностью аннулировало трактаты и договоры, заключённые тремя государствами, разделившими Речь Посполитую в XVIII веке, то есть за два года до подписания Московского договора Советы отказались от всяких прав России на территории, которые до разделов были частью Речи Посполитой. И, следовательно, во время подписания мирного договора с каунасским правительством Россия не имела уже никакого права на урегулирование вопросов управления бывшими территориями Речи Посполитой.
2. Третья статья Рижского договора закрепила следующее: Польша отказалась от своих прав и претензий на территории Украины и Белоруссии, лежащие к востоку от установленной границы между Россией и Польшей. Россия, получив права на территории Белоруссии и Украины, подтвердила свой декрет от 28 августа 1918 года, предоставивший Польше права на ряд земель, принадлежавших ей до 1772 года. Из этого следует, что Рижским договором Россия признала древнее право Речи Посполитой не только на территории Виленского края, но и на каунасские земли как бывшие польские территории до 1772 года. Польша великодушно не стала требовать возвращения своих древних земель, занятых в настоящее время литовским населением, она признала бесспорные права литовского народа на эти территории, но она никогда не отказывалась от своих прав на земли Виленского края, населённого поляками.
3. В данном случае подразумеваются территории, лежавшие к востоку от «линии Керзона» — демаркационной линии, согласно которой в состав Польши вошли территории, принадлежавшие ей до раздела 1793 года.

В отдельную группу доказательств обе делегации выделили этнографические соображения.
Этнографические аргументы литовской делегации заключались в следующем.
1. Виленская земля издавна была многонациональной — имеются свидетельства проживания на ней евреев, небольшого количества православных русских, татар и караимов. Что касается польского населения, его составляли эмигранты, поселявшиеся на Виленщине лишь небольшими группами.
2. Язык в данном случае не может быть показателем национальной принадлежности. Там, где в силу политической ситуации либо административного гнёта литовский язык вышел из употребления, его место занял не польский, а смешанный польско-русский говор, со следами литовского произношения и грамматических конструкций. На чистом польском языке разговаривают только немногочисленные представители наиболее знатных семейств Вильно и других городов.
3. Низкий уровень образования широких слоёв населения Виленщины и многолетняя «польская пропаганда» со стороны церкви (католик может быть только поляком и говорить по-польски, и только язычники говорят на литовском языке и называют себя литовцами) стала причиной того, что простые крестьяне во время переписей населения на вопрос о национальности отвечали «католик польской веры».
4. Первые статистические данные о составе населения Виленской губернии были опубликованы Российским географическим обществом на основе переписи 1858 года и выглядели следующим образом[11]:

| Таблица 1        | Таблица 1 | Таблица 1 | Таблица 1 | Таблица 1          |
| ---------------- | --------- | --------- | --------- | ------------------ |
| Общее количество | Литовцы   | Поляки    | Белорусы  | Русские и украинцы |
| 714 061          | 58,8%     | 20,3%     | 22,3%     | 2%                 |
В 1861 году были опубликованы «Материалы по географии и статистике России, собранные офицерами Генерального штаба». Данные по Виленской губернии обработал капитан Генерального штаба А. Корев:
| Таблица 2        | Таблица 2 | Таблица 2 | Таблица 2 | Таблица 2 | Таблица 2 | Таблица 2 |
| ---------------- | --------- | --------- | --------- | --------- | --------- | --------- |
| Общее количество | Литовцы   | Поляки    | Белорусы  | Русские   | Евреи     | Другие    |
| 841 090          | 58,8%     | 12,3%     | 29,4%     | 2,3%      | 8%        | 2%        |
Несколькими годами ранее в ходе всеобщей переписи населения Российской империи 1897 года предводитель дворянства Виленской губернии Адам Платер собрал множество материалов, касавшихся языка, употребляемого сельским населением Виленской губернии. Эта информация легла в основу научного труда Розвадовского, опубликованного в Краковском университете. Литовская делегация привела эти данные «некоего польского профессора», чтобы доказать, что сами поляки соглашаются с такими статистическими данными о количестве польского населения в Виленском крае:
| Таблица 3        | Таблица 3 | Таблица 3 | Таблица 3 | Таблица 3 | Таблица 3 |
| ---------------- | --------- | --------- | --------- | --------- | --------- |
| Общее количество | Литовцы   | Поляки    | Белорусы  | Русские   | Евреи     |
| 714 061          | 32,6%     | 3,2%      | 54%       | 1,4%      | 7,1%      |
И только данные переписи населения 1909 года критиковались литовцами, поскольку показывали гораздо большее число польского населения. Главный вывод литовской делегации заключался в том, что число поляков-жителей Виленской губернии не превышает чуть более 20% ни в одних из приведённых статистических данных.
Польская сторона привела такие этнографические доводы.
1. Исторические документы чётко показывают, что польский язык уже со времен Гедимина и Ольгерда, ещё до заключения польско-литовской унии, рассматривался с культурной точки зрения и употреблялся наравне с белорусским языком. К 1840 году польский язык был обязательным в школах и в управленческом делопроизводстве; 99% чиновников этого края были поляками. Затем его распространение и влияние снизилось вследствие политики русификации и репрессий со стороны властей Российской империи.
2. Диалект, на котором говорит население Виленской земли, не является литовским диалектом, и литовский язык так же мало понятен для населения этого края, как японский или турецкий.
3. Анализируя статистические данные, литовская делегация использовала некорректные методы. Нельзя принимать во внимание статистику 1858 года, поскольку это статистическое исследование не было научным. У авторов существенно разнятся сведения. Что касается процента литовцев, то А. Корев указывает 46% населения Виленского края, P. Эркерт[13] — 40%. С поляками ещё более неоднозначно: по А. Кореву, — 12% населения Виленского края, М. Лебедкину[14], — 20%, Р. Эркерту, — 25%.

1. По мнению поляков, данные всеобщей переписи населения Российской империи 1897 года российское правительство фальсифицировало намеренно. И сделать это было нетрудно. Ведь говорящее на литовском языке население представляет собой этнографическую группу, в определении которой трудно допустить статистическую ошибку. Польское же население не так сильно отличается от белорусов, как литовское, и поэтому часто этнографическая граница между поляками и белорусами стирается.

Гораздо больше нужно доверять критикуемым литовской делегацией данным переписи 1909 года, которая была инициирована правительством Столыпина, «одного из самых больших врагов Польши, которые когда-либо существовали в России» (S. 16). Согласно данным 1909 года, доля поляков среди населения Виленского края составляла не 8,17, а 17,8%. Это во многом является следствием того, что перепись 1909 года проводилась после Первой русской революции, в ходе которой был издан указ о веротерпимости, в результате чего население Виленщины могло открыто перейти в католическую веру и называть себя «польскими католиками».
В заключительной части своих выступлений литовские и польские дипломаты обратили внимание на экономические последствия присоединения Виленского края к территории того или иного государства.
Экономические аргументы литовцев.
1. Литовские территории, лежащие в долине Немана, представляют собой единый экономико-географический регион, центром которого всегда было и является Вильно. Разделить долину Немана на части (то есть отделить Виленский край от территории Литвы) значит «разрубить на куски живой организм», вследствие чего хозяйственная жизнь региона постепенно придёт в упадок.
2. Отделение Вильно от Литвы приведёт к упадку города, первые признаки которого уже появились: сократилось количество торговых операций, упали цены на недвижимость, выросла безработица, большие группы населения уже уехали и продолжают уезжать из Вильно в Каунас.
3. Польское правительство не в состоянии покрыть дефицит городского бюджета Вильно и удовлетворить потребности 30 тысяч населения, погружённого в полную нищету.

Оппоненты были категорически не согласны с литовскими представителями, заявив, что аргументы, приведённые литовской делегацией, не имеют под собой никакой базы и не подкреплены никакими цифрами. Польская сторона выдвинула экономические контраргументы.
1. Эффективность эксплуатации железных дорог не имеет ничего общего с тем или иным начертанием границы между Польшей и Литвой. Эксплуатация главной железнодорожной ветки (линия Гродно — Вильно — Динабург) будет наиболее эффективна при условии вхождения в состав Польши, и эта ветка станет одной из основных транспортных артерий между Польшей, Латвией и Россией.
2. Утверждать, что присоединение Виленского края к Польше повлечёт за собой фатальные последствия для его жителей, нельзя. Некорректно делать подобные выводы, исходя из тех явлений и фактов, которые харктерны для любого края, бывшего на протяжении трех лет театром военных действий.
3. Сама каунасская Литва смогла бы удовлетворить лишь пятую часть потребностей жителей Виленского края в продовольствии. Чтобы Виленская земля смогла с экономической точки зрения вернуться к более или менее нормальному состоянию, ей требуются полезные ископаемые, топливо, машины, инвентарь, ткани и т. д. Каунасская Литва не в состоянии предоставить что-либо из этого списка, в то время как Польша могла бы удовлетворить большинство из этих потребностей.

Своё выступление поляки завершили выводом о том, что в действительности правительство каунасской Литвы стремится просто захватить польские территории (Виленский край) с целью их дальнейшей деполонизации и литуанизации.
В экономических характеристиках Польша и Литва переоценивали промышленно-хозяйственное значение Виленского края. В составе Российской империи Виленская губерния всегда была аграрной провинцией, а её население занималось главным образом земледелием. Самым многочисленным сословием были крестьяне: в 1889 г. их насчитывалось 871 725 человек (70,7%); мещан и купцов — 319 056 (25,8%), а потомственных дворян — 41137 (4%). Польская и литовская делегации в этом вопросе опять-таки оперировали не подкреплёнными никакими цифрами или фактами утверждениями.

Выслушав позиции обеих сторон, представители Лиги наций попытались найти точки соприкосновения и наладить отношения между двумя странами. Лига надеялась получить у Литвы согласие на образование федерации с Польшей в обмен на возвращение Вильно. В качестве компромисса сторонам был предложен так называемый План Гиманса (по имени Поля Гиманса). План состоял из 15 пунктов, среди которых были: 
- Обе стороны конфликта признают и гарантируют независимость друг друга.
- Срединная Литва будет включена в федерацию Литвы, состоящую из двух кантонов: населённой преимущественно литовцами Жемайтии и многонационального (населённого белорусами, татарами, поляками, евреями и литовцами) Вильнюсского региона. Оба кантона будут иметь отдельные правительства, парламенты, официальные языки, но общую федеративную столицу в Вильнюсе[18].
- Литовские и польские власти создадут межгосударственные двусторонние комиссии по решению вопросов в сфере международных дел, торговли и промышленности, а также по региональной политике.
- Польша и Литва подпишут оборонительный союзнический договор.
- Польша получает доступ к использованию портов в Литве.

Переговоры приостановились, когда Польша потребовала, чтобы делегация из Срединной Литвы (бойкотированная литовскими дипломатами) была представлена в Брюсселе. С другой стороны, Литва потребовала отвода польских войск в центральной части Литвы за линию, проведенную по соглашению о прекращении огня 7 октября 1920 года, потому что по проекту Гиманса Вильнюс оставался в руках поляков, что было категорически неприемлемо для Литвы.
Новый план был представлен правительствам Литвы и Польши в сентябре 1921 года. Это был переработанный «план Гиманса», с той разницей, что Клайпедский край (территория в Восточной Пруссии к северу от реки Неман) должна была быть включена в состав Литвы в обмен на предоставление определённого уровня внутренней автономии центральной части Литвы. 13 января 1922 года Совет Лиги Наций вынес решение «считать польско-литовский спор законченным», а 9 февраля своим постановлением разделил «нейтральную полосу» между Польшей и Литвой и передал часть участка железной дороги Вильно — Гродно полякам, что фактически закрепляло территорию Вильно за Польшей. Тем не менее, как Польша, так и Литва открыто критиковали этот план и, вскоре переговоры были вновь остановлены.

## Польское решение вопроса

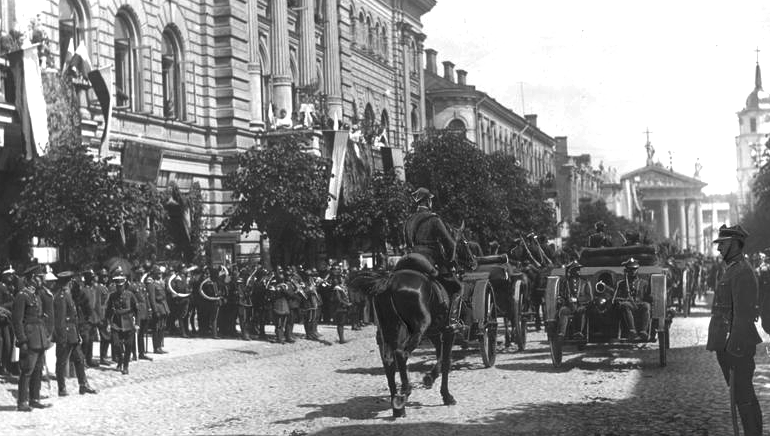
Празднование по случаю включения Вильнюсского региона в состав Польши в 1922 года.

После того, как переговоры в Брюсселе сорвались, напряжённость в регионе возросла. Наиболее острой проблемой являлась многочисленная армия Срединной Литвы (до 27 000), в действительности являвшаяся автономной частью Войска Польского. Генерал Люциан Желиговский решился передать власть гражданским властям и подтвердил назначенную дату выборов (8 января 1922 года). Перед выборами наблюдалась значительная предвыборная пропагандистская кампания со стороны поляков, которые таким образом пытались заручиться поддержкой других этнических групп, проживавших в этом регионе. 
Состав территорий, где должны были состояться выборы, был изменён, чтобы максимизировать количество жителей польской национальности: например, польскоязычные регионы Лиды и Браслава были включены в состав Срединной Литвы, в то время, как населённые литовцами районы вокруг Друскининкай были исключены из её состава. По официальным польским данным, 735 089 людей проживало в назначенной для плебисцита территории. Из них 11,5% были евреями, 8,8% были белорусами, и 7,2% были литовцами. Требованиями к кандидатам в Сейм республики были: возраст (не менее 25 лет), образование (по крайней мере, начальная школа), и язык (хорошее знание польского). Польские власти официально разрешили свободу прессы и собраний, но с условием — до одного года тюремного заключения за агитацию против выборов. Это положение было направлено против литовцев, решивших бойкотировать выборы. Правительство Литвы протестовало против проведения подобных выборов и даже пыталось возродить идею плебисцита под наблюдением Лиги Наций, но Лига в этой ситуации оставалась лишь посредником польско-литовского спора.
Выборы бойкотировали литовцы, большинство евреев и часть белорусов. Поляки были единственной крупной этнической группой, из числа которой проголосовавших было большинство. Правительство Литовской Республики 14 декабря 1921 выслало Лиге Наций ноту протеста против готовящихся выборов, а сами выборы не были признаны правительством Литвы. 
Польские фракции, которые получили контроль над Виленским сеймом 20 февраля, отправили запрос о включении республики в состав Польши. Запрос был рассмотрен польским Сеймом 22 марта 1922 года. А уже 24 марта Варшавский сейм ратифицировал решение Виленского сейма о воссоединении Виленского края с Польшей. Акт о присоединении имел форму соглашения между Польшей и Виленским краем, устанавливающего присоединение области к Польше с предоставлением ей прав автономной провинции. Все территории бывшей республики были включены в недавно сформированное Виленское воеводство. 
Литва отказалась признать польскую власть над территорией. Она продолжала рассматривать так называемый Вильнюсский край в рамках своей собственной территории и сам город как конституционную столицу, рассматривая Каунас только как место временного пребывания правительства. Спор о принадлежности Виленского края привёл к напряженности в польско-литовских отношениях в межвоенный период.

## Дальнейшее развитие отношений между Польшей и Литвой
Решением Лиги Наций от 3 февраля 1923 года Виленский край закреплялся за Польшей. Переговоры между Литвой и Польшей осенью 1925 г., в марте-июле 1928 г. и в последующие годы ни к чему не привели. Лишь кризис и замаячившая угроза возобновления военных действий в 1927 году привели к частичному восстановлению дипломатических отношений.
17 марта 1938 года Польша при поддержке Германии выдвинула Литве в ультимативной форме ряд требований: установить дипломатическую, экономическую и почтово-телеграфную связи и отменить статью конституции, указывающую, что столицей Литвы является Вильно, угрожая в случае их отклонения оккупировать страну. В марте 1938 между Польшей и Литвой были установлены дипломатические отношения. В сентябре 1939 в ходе Польского похода РККА статус Виленской области был изменен. Виленский край с городом Вольно Советское руководство вначале передало в состав Белорусской ССР. Усилиями заведующего отделом пропаганды ЦК ВКП(б) Ивана Климова в Вильно открылись белорусские школы и вышла белорусская газета «Виленская правда» (бел. Вiленская праўда). Появились даже идеи о переносе столицы БССР из Минска в Вильно. Однако, по «договору о передаче Литовской Республике города Вильно и Виленской области и о взаимопомощи между Советским Союзом и Литвой» от 10 октября 1939 года большая часть Виленского края (территория в 6909 км² с 490 тыс. жителей) была передана Литве.